# Parinari nonda

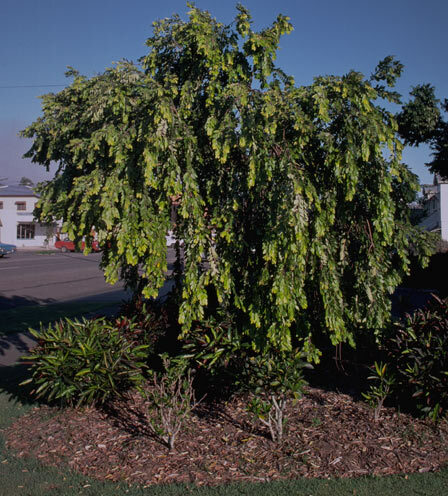

Parinari nonda là một loài thực vật có hoa trong họ Cám. Loài này được F.Muell. ex Benth. mô tả khoa học đầu tiên năm 1864.